# Supereroi (Mr. Rain)
Supereroi è un singolo del cantautore italiano Mr. Rain, pubblicato l'8 febbraio 2023 come primo estratto dal quinto album in studio Pianeta di Miller.
Il brano è stato presentato durante la prima serata del Festival di Sanremo 2023, classificandosi al terzo posto. Durante le esibizioni alla kermesse e la domenica successiva alla finale nella puntata speciale di Domenica in dedicata a quest'ultimo evento il cantante nel ritornello è stato accompagnato dal coro di bambini della scuola Industrie Musicali di Vallecrosia mentre nella versione in studio è accompagnato dal coro di bambini Mitici Angioletti.

## Descrizione
Il brano, scritto dallo stesso cantautore con Federica Abbate e Lorenzo Vizzini, è prodotto dallo stesso cantautore con LGND. Nell'ottobre 2023 è stata pubblicata una versione nella quale canta solo Mr. Rain anche nel ritornello senza essere accompagnato da bambini e nel novembre seguente si è esibito davanti a Papa Francesco in Vaticano.

## Video musicale
Il video musicale, diretto da Enea Colombi, è stato pubblicato in concomitanza del lancio del singolo sul canale YouTube del cantautore.

## Tracce
Testi di Mattia Balardi, Federica Abbate e Lorenzo Vizzini, musiche di Mattia Balardi e Federica Abbate.
1. Supereroi – 3:15

## Curiosità
- Un remix del brano è stato usato come sigla della serie I fantastici 5 andata in onda su Canale 5.

## Classifiche

### Classifiche settimanali
| Classifica (2023) | Posizione massima |
| ----------------- | ----------------- |
| Italia            | 2                 |
| Svizzera          | 6                 |

### Classifiche di fine anno
| Classifica (2023) | Posizione |
| ----------------- | --------- |
| Italia            | 3         |

## Superhéroes
Il 5 ottobre 2023 Mr. Rain, assieme al cantautore spagnolo Beret, ha pubblicato una versione spagnola del brano, dal titolo Superhéroes.

### Video musicale
Il video è stato pubblicato il 6 ottobre 2023 sul canale YouTube di Beret.

### Tracce
Testi e musiche di Mattia Balardi, Federica Abbate, Lorenzo Vizzini e Francisco Javier Alvarez Beret.
1. Superhéroes (feat. Beret) – 3:20

### Classifiche
| Classifica (2023) | Posizione massima |
| ----------------- | ----------------- |
| Spagna            | 33                |